# مارابو
مارابو (بالفرنسية: marabout) هو مصطلح من أصل هايتي يشير إلى الأعراق المختلطة. المصطلح، يعود في الأصل إلى المرابطين الأفارقة، يستخدم المصطلح لوصف نسل شخص هايتي من عرق مختلط: أوروبي، إفريقي، تاينو، وشرق آسيوي، جنوب شرق آسيوي، أو جنوب آسيوي.
يعود تاريخ مصطلح مارابو إلى الفترة الاستعمارية في تاريخ هايتي، وتعني نسل خلاسي والشخص الرُبْع الزَّنجي. ومع ذلك، يصف مديريك لويس إيلي مورو دي سان ميري، في كتابه المكون من ثلاثة مجلدات عن جماعة، مرابوس بأنهم نتاج زواج إفريقي/أوروبي وشرق آسيوي. لقد شكلت العديد من الأحداث حياة المرابويون، وهم شعب مختلط من هايتي وشرق آسيا وأسلاف أخرى.